# Final Four Cup femminile under 18 2017
La Final Four Cup femminile under 18 2017 si è svolta dal 4 al 6 agosto 2017 a Lima, in Perù: al torneo hanno partecipato quattro squadre nazionali Under-18 nordamericane e sudamericane e la vittoria finale è andata per la prima alla Rep. Dominicana.

## Impianti
|                                                                          |  |  |
|                                                                          |  |  |
| Coliseo Manuel Bonilla Città: Lima Capienza: 3 000 Anno d'apertura: 1995 |  |  |

## Regolamento

### Formula
Le squadre hanno disputato una prima fase a gironi con formula del girone all'italiana; al termine della prima fase:
- Le prime due classificate hanno acceduto alla finale.
- La terza e la quarta classificata hanno acceduto alla finale per il terzo posto.

### Criteri di classifica
Se il risultato finale è stato di 3-0 sono stati assegnati 5 punti alla squadra vincente e 0 a quella sconfitta, se il risultato finale è stato di 3-1 sono stati assegnati 4 punti alla squadra vincente e 1 a quella sconfitta, se il risultato finale è stato di 3-2 sono stati assegnati 3 punti alla squadra vincente e 2 a quella sconfitta.
L'ordine del posizionamento in classifica è stato definito in base a:
- Numero di partite vinte;
- Punti;
- Ratio dei set vinti/persi;
- Ratio dei punti realizzati/subiti;
- Risultati degli scontri diretti.

## Squadre partecipanti
| Squadra         | Qualificazione      | Ultima partecipazione |
| --------------- | ------------------- | --------------------- |
| Argentina       | -                   | Perù 2015             |
| Cuba            | -                   | Perù 2015             |
| Perù            | Paese organizzatore | Perù 2015             |
| Rep. Dominicana | -                   | Perù 2015             |

## Torneo

### Prima fase

#### Risultati
| 4 agosto 2017 Coliseo Manuel Bonilla, Lima Durata: 2h:03 - Spettatori: 100 | Rep. Dominicana | 2 - 3 | Argentina       | 19-25, 27-29, 25-19, 25-20, 13-15 |
| 4 agosto 2017 Coliseo Manuel Bonilla, Lima Durata: 2h:06 - Spettatori: 150 | Perù            | 2 - 3 | Cuba            | 25-16, 24-26, 26-24, 22-25, 12-15 |
| 4 agosto 2017 Coliseo Manuel Bonilla, Lima Durata: 1h:01 - Spettatori: 150 | Rep. Dominicana | 3 - 0 | Cuba            | 25-11, 25-17, 25-16               |
| 4 agosto 2017 Coliseo Manuel Bonilla, Lima Durata: 2h:13 - Spettatori: 300 | Perù            | 3 - 2 | Argentina       | 25-23, 25-23, 22-25, 21-25, 15-8  |
| 5 agosto 2017 Coliseo Manuel Bonilla, Lima Durata: 1h:17 - Spettatori: 150 | Cuba            | 0 - 3 | Argentina       | 26-28, 14-25, 20-25               |
| 5 agosto 2017 Coliseo Manuel Bonilla, Lima Durata: 2h:12 - Spettatori: 600 | Perù            | 2 - 3 | Rep. Dominicana | 18-25, 25-22, 28-26, 14-25, 11-15 |

#### Classifica
| Pos | Squadra         | Pt | G | V | P | SV | SP | Ratio | PF  | PS  | Ratio |
| --- | --------------- | -- | - | - | - | -- | -- | ----- | --- | --- | ----- |
| 1   | Rep. Dominicana | 10 | 3 | 2 | 1 | 8  | 5  | 1,600 | 297 | 248 | 1,197 |
| 2   | Argentina       | 10 | 3 | 2 | 1 | 8  | 5  | 1,600 | 290 | 277 | 1,046 |
| 3   | Perù            | 7  | 3 | 1 | 2 | 7  | 8  | 0,875 | 313 | 323 | 0,969 |
| 4   | Cuba            | 3  | 3 | 1 | 2 | 3  | 8  | 0,375 | 210 | 262 | 0,801 |

### Fase finale

#### Finale 3º posto
| 6 agosto 2017 Coliseo Manuel Bonilla, Lima Durata: 1h:44 - Spettatori: 200 | Cuba | 3 - 1 | Perù | 22-25, 25-15, 25-17, 25-20 |

#### Finale
| 6 agosto 2017 Coliseo Manuel Bonilla, Lima Durata: 1h:16 - Spettatori: 500 | Argentina | 0 - 3 | Rep. Dominicana | 23-25, 19-25, 14-25 |

## Classifica finale
| Pos     | Squadra         | Rosa |
| ------- | --------------- | --- |
| Oro     | Rep. Dominicana | Formazione: 1 Asencio, 3 Lalane, 4 Féliz, 5 Y. Rodríguez, 6 Severino, 7 R. Rodríguez, 8 Martínez, 9 Guillén, 11 González, 13 Heredia, 14 Jiménez, 16 de la Rosa, CT: Ceccato |
| Argento | Argentina       | Formazione: 1 Cina, 2 Mayer, 4 Navarro, 5 Salinas, 7 Ligorria, 8 Martín, 10 Meinardi, 11 Farriol, 14 Corzo, 15 Gómez, 17 Corsaro, 19 Pacheco, CT: Vachino                    |
| Bronzo  | Cuba            | Formazione: 1 Moreno, 2 Leslie, 3 Vicet, 4 Morozo, 7 Leliebre, 9 Periche, 12 Cesé, 13 Viltres, 14 Navarro, 17 Del Rió, 18 Martínez, 20 Vila, CT: Fernández                   |
| 4.      | Perù            | Formazione: 1 Llaro, 3 Palza, 5 Vílchez, 6 Vigil, 7 F. Montes, 8 Ayme, 9 Linares, 10 Mc Leod, 11 K. Montes, 12 Del Águila, 17 Anchante, 18 Takeda, CT: Queiroga              |

## Premi individuali
| Premio                 | Nome               | Squadra         |
| ---------------------- | ------------------ | --------------- |
| MVP                    | Madeline Guillén   | Rep. Dominicana |
| Miglior realizzatrice  | Madeline Guillén   | Rep. Dominicana |
| Miglior servizio       | Elizabeth Vicet    | Cuba            |
| Miglior difesa         | Valeria Takeda     | Perù            |
| Miglior ricevitrice    | Sofía Meinardi     | Argentina       |
| Miglior palleggiatrice | Victoria Mayer     | Argentina       |
| Miglior opposto        | Thaisa Mc Leod     | Perù            |
| Miglior schiacciatrice | Madeline Guillén   | Rep. Dominicana |
| Miglior schiacciatrice | Ailama Cesé        | Cuba            |
| Miglior centrale       | Geraldine González | Rep. Dominicana |
| Miglior centrale       | Daima Del Rió      | Cuba            |
| Miglior libero         | Zoe Gómez          | Argentina       |